# James Allsopp
James Allsopp (* 4. Juni 1981) ist ein britischer Fusion- und Jazzmusiker (Tenor- und Baritonsaxophon, Klarinetten, Komposition).

## Wirken
Allsopp gründete bereits während seines Studiums an der Royal Academy of Music mit Tim Giles die gemeinsame Gruppe Fraud (zu der noch Stian Westerhus, Philip Hochstrate und Ben Reynolds gehörten); der Durchbruch mit der Band gelang ihnen beim Cheltenham Jazz Festival (vom Jazzwise-Magazin zum besten Gig 2006 gewählt), woraufhin sie ihr gleichnamiges Debütalbum aufnahmen. Dieses wurde bei den BBC Jazz Awards 2007 als „Bestes Album“ nominiert. Die Gruppe erhielt bei den Ronnie Scott’s Jazz Awards 2007 die Auszeichnung als bester neuer Act. Im Juli 2008 gewann Fraud den BBC Jazz Award für Innovation.
Allsopp gründete weiterhin das Trio The Golden Age of Steam, in dem er mit Giles und dem Organisten Kit Downes arbeitete und 2009 ein Album veröffentlichte. Daneben leitete er auch das James Allsopp Organ Trio und Allsopp Vosloo Stanley Giles.
Als Sideman begleitete Allsopp James das Ensemble von Brian Irvine auf Europatourneen, aber auch in den USA; er ist Mitglied von Fringe Magnetic und von der Gruppe Mirror, die Kompositionen von Dan Nicholls aufführt. Weiterhin gehörte er zu der Gruppe Polar Bear, mit der er sich auch auf dem europäischen Kontinent vorstellte, sowie zu World Sanguine Report um Andrew Plummer, mit dem zwei Alben entstanden. Als Solist führte er mit dem Ulster Orchestra His Marvelous Medicine, ein Stück des Komponisten Brian Irvine, auf; 2006 spielte er die Uraufführung von Shore des Komponisten Dave Meric. Auch arbeitete er mit Joe Morris, der F-IRE Collective Big Band, Richard Fairhurst, Ingrid Laubrock, Paul Dunmall, Django Bates, Stan Sulzmann, Graham Collier sowie David Axelrod. Tom Lord verzeichnet 28 Aufnahmen im Bereich des Jazz zwischen 2000 und 2018. 2020 legte er mit Will Glaser das Album New River Ramble vor, mit dem Bandprojekt Scarla O’Horror das Album Semiconductor Taxidermy for the Masses (2024), ebenso mit der Studioformation Sly & The Family Drone die Produktion Moon Is Doom Backwards (2024).